# Alexander Schubert (Schauspieler)

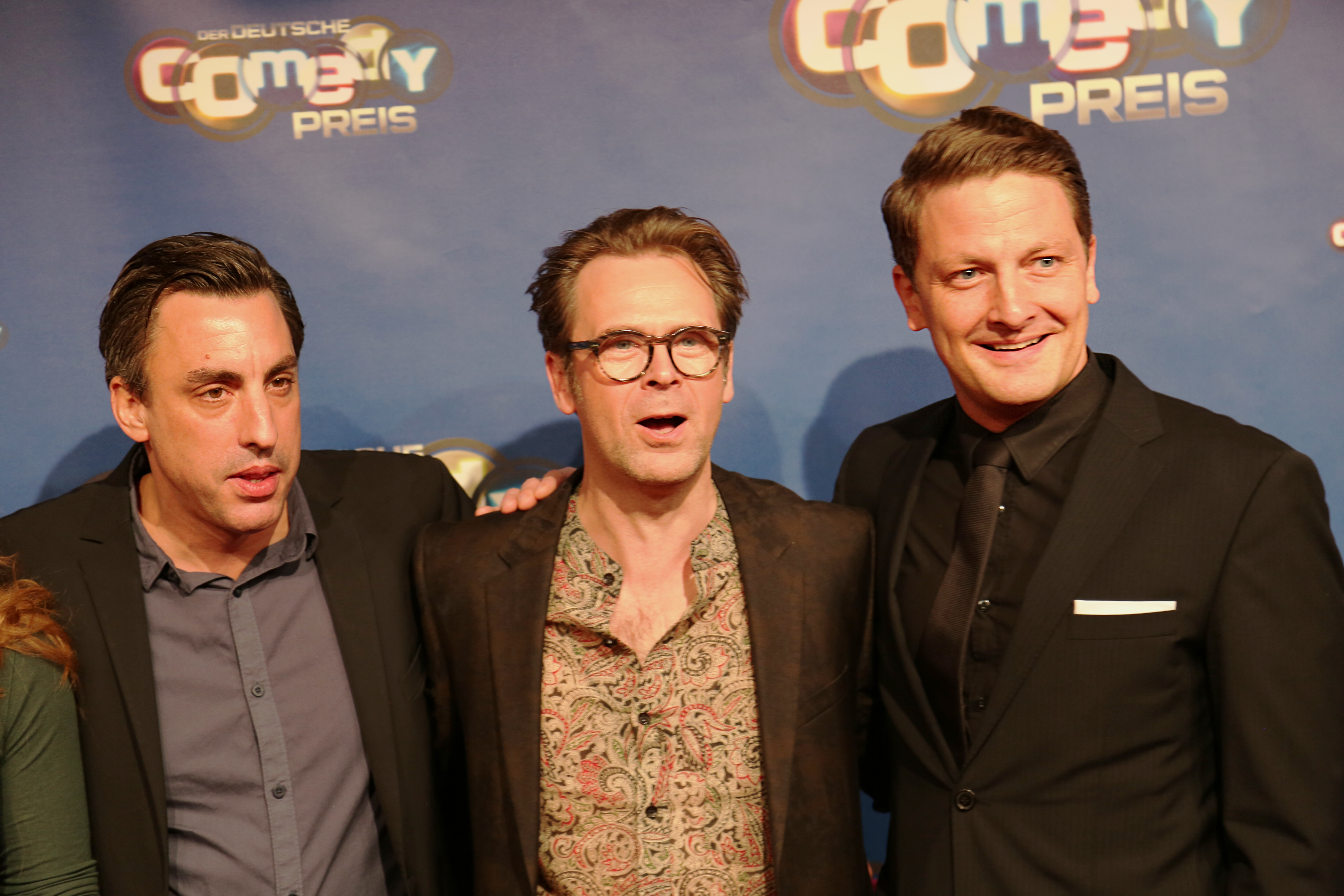
Alexander Schubert (links) mit Matthias Matschke und Holger Stockhaus beim Deutschen Comedypreis 2017.

Alexander Schubert (* 1970 in Potsdam) ist ein deutscher Schauspieler.

## Leben
Alexander Schubert ist der Sohn des Schauspielers Günter Schubert. Nach einer Berufsausbildung zum Filmstuckateur (Dekorationsbau) von 1986 bis 1988 im DEFA-Studio für Spielfilme war er von 1988 bis 1992 als freier Mitarbeiter unter anderem als Filmausstatter, Set-Dresser, Locationscout, Aufnahmeleiter und Regieassistent tätig. Er wurde von 1992 bis 1998 an der Hochschule für Film und Fernsehen „Konrad Wolf“ in Potsdam-Babelsberg ausgebildet.
Erste Bekanntheit erlangte er in der Sat.1-Sketch-Comedy Zack! Comedy nach Maß als Sketchpartner von Volker Michalowski. Am 4. Januar 2008 startete die Sketch-Comedy Two Funny – Die Sketch Comedy, bei der Schubert bis 2009 gemeinsam mit Judith Richter auftrat. Sie war nominiert für den Deutschen Comedypreis 2008. Er gehörte auch zur Hauptbesetzung der Sketch-Comedy-Serie Sketch History, die das ZDF von 2015 bis 2019 produzierte. Die Serie bekam den Deutschen Comedypreis 2016, 2017 und 2018 in der Kategorie Beste Sketch-Show. In der ZDF-Sendung heute-show verkörpert er seit 2010 den Außenreporter und Experten Albrecht (von) Humboldt.
Mit der Filmkomödie Faking Bullshit (2020), zu der er auch das Drehbuch schrieb, gab er sein Debüt als Spielfilm-Regisseur.
Schubert lebt in seiner Geburtsstadt Potsdam und hat eine Tochter.

## Filmografie

### Fernsehen
- 1988: Jeder träumt von einem Pferd (Fernsehfilm)
- 1994: Praxis Bülowbogen – Doppeltes Pensum
- 1996: Der Millionär (Fernsehfilm)
- 1996: Und Tschüss – Ballerman Ole
- 1997: Unser Charly (Staffel 2, 9–16)
- 1999: Die Kommissarin – Ein ganz harter Junge
- 1999: Tatort – Tödliches Labyrinth
- 2000: Das Schloss meines Vaters
- 2001: Das Weibernest
- 2002: Hotte im Paradies; Regie: Dominik Graf
- 2002: SOKO Leipzig – Mord ist sein Hobby
- 2003: Löwenzahn – Peter schickt ein Licht ins All
- 2004: Zack! Comedy nach Maß
- 2005: SOKO Wismar – Der Tote im Weinberg
- 2005: Mätressen – Die geheime Macht der Frauen
- 2006: Blackout – Die Erinnerung ist tödlich (8 Teile)
- 2006: Dr. Psycho – Die Bösen, die Bullen, meine Frau und ich
- 2008–2009: Two Funny – Die Sketch Comedy (2 Staffeln)
- 2008: Großstadtrevier – Alle für Einen
- 2010: C.I.S. – Chaoten im Sondereinsatz
- 2010: Schillerstraße
- 2010: Cindy aus Marzahn und die jungen Wilden
- seit 2010: heute-show
- 2012: In jeder Beziehung
- 2012: Karl der Große – Aufstand der Thüringer
- 2013: Wilsberg: Die Entführung
- 2013: Großstadtrevier
- 2013: Tatort – Allmächtig
- 2014: Der Staatsanwalt – Freund und Feind
- 2015: Ein starkes Team – Tödliche Verführung
- 2015: … und dann noch Paula (6-teilige Serie)
- 2015–2019: Sketch History
- 2015: Abschussfahrt
- 2016: Hubert und Staller – Der letzte Schuss
- 2016: Mein Sohn, der Klugscheißer
- 2017: Notruf Hafenkante
- 2017: Einstein – Mikrowellen
- 2017: Schneeflöckchen
- 2017: Professor T.
- 2017: Triple Ex
- 2017, 2025: SOKO Köln – Eingeschlossen, Moneten erbeten
- 2017: Tatort – Auge um Auge
- 2018: Heldt (Folge 6x12 Abgeschminkt)
- 2019: Die Läusemutter
- 2019: Dark (Folge 2x04 Die Reisenden)
- 2020: Warten auf’n Bus
- 2021: Dreiraumwohnung
- 2022: Sommer auf drei Rädern
- 2022: LOL: Last One Laughing
- 2022: Bettys Diagnose (Folge: Blinder Fleck)
- 2023: A Heidelberg Holiday[5]
- 2023: Neue Geschichten vom Pumuckl
- 2023: SOKO Wismar – Kurzes Glück
- 2024: Kati – Eine Kür, die bleibt (Fernsehfilm)
- 2025: Tschappel (Fernsehserie)
- 2025: Praxis mit Meerblick – Volle Kraft voraus

### Kino
- 1990/1992: Banale Tage
- 1992: Stilles Land, Regie: Andreas Dresen
- 2000: Nick Knatterton
- 2000: Planet B – Detective Lovelorn
- 2007: aQua ad lavandum. Kurzfilm der HFF Potsdam-Babelsberg
- 2007: Die große Werkstatt. Kurzfilm
- 2013: Buddy
- 2015: Traumfrauen
- 2015: Abschussfahrt
- 2016: Die Vampirschwestern 3 – Reise nach Transsilvanien
- 2017: Bullyparade – Der Film
- 2017: Schneeflöckchen
- 2017: Vorwärts immer!
- 2018: Ronny & Klaid
- 2018: Gundermann
- 2018: Fünf Freunde und das Tal der Dinosaurier
- 2019: Benjamin Blümchen
- 2020: Faking Bullshit (Regie und Drehbuch)
- 2021: Catweazle
- 2022: Die Geschichte der Menschheit – leicht gekürzt
- 2023: Olaf Jagger
- 2024: Berlin Nobody